# Clogging
Clogging ist ein nordamerikanischer Stepptanz, der sich aus verschiedenen europäischen Volkstanzformen entwickelt hat.

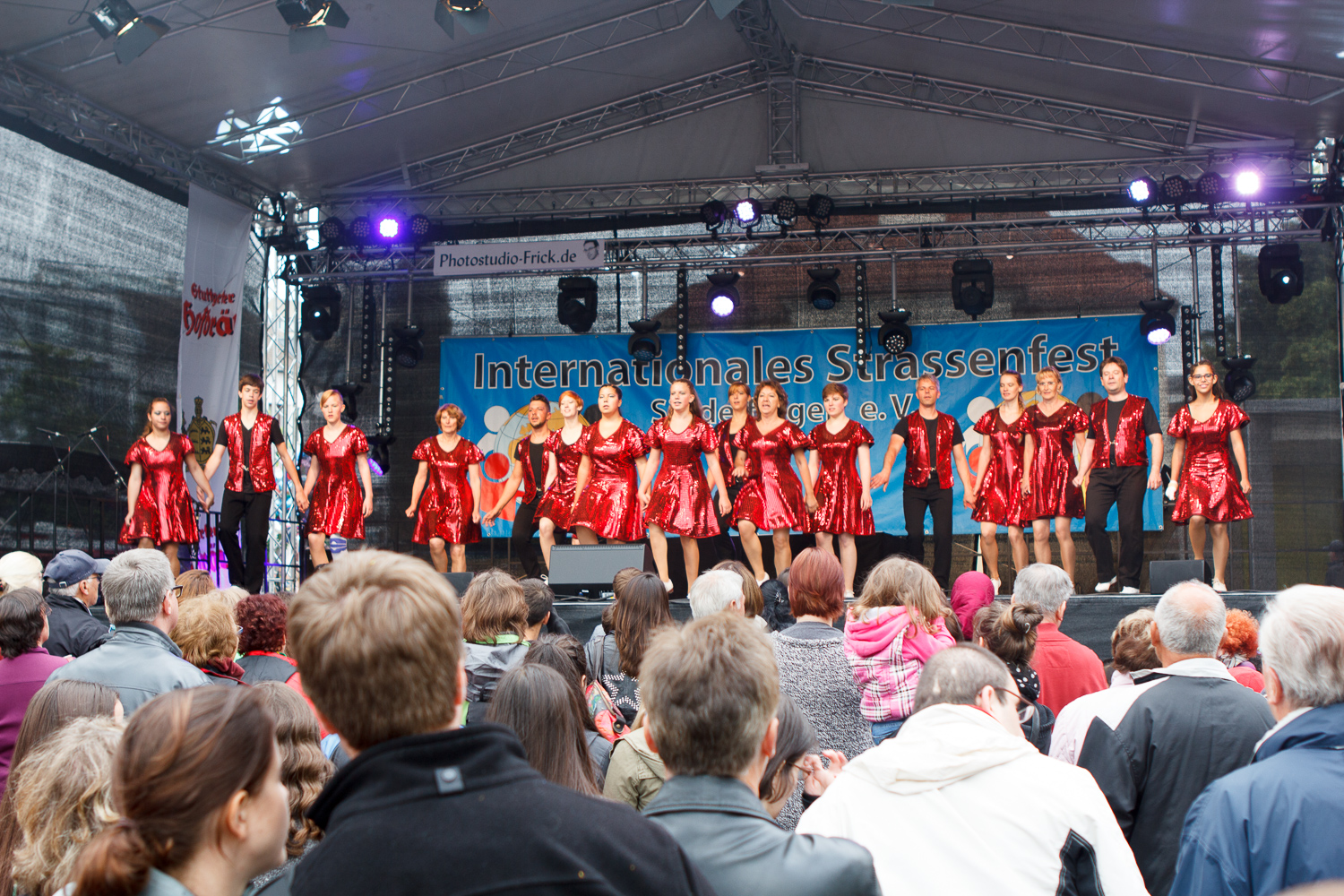
Clogging Gruppe bei einem Auftritt in Sindelfingen

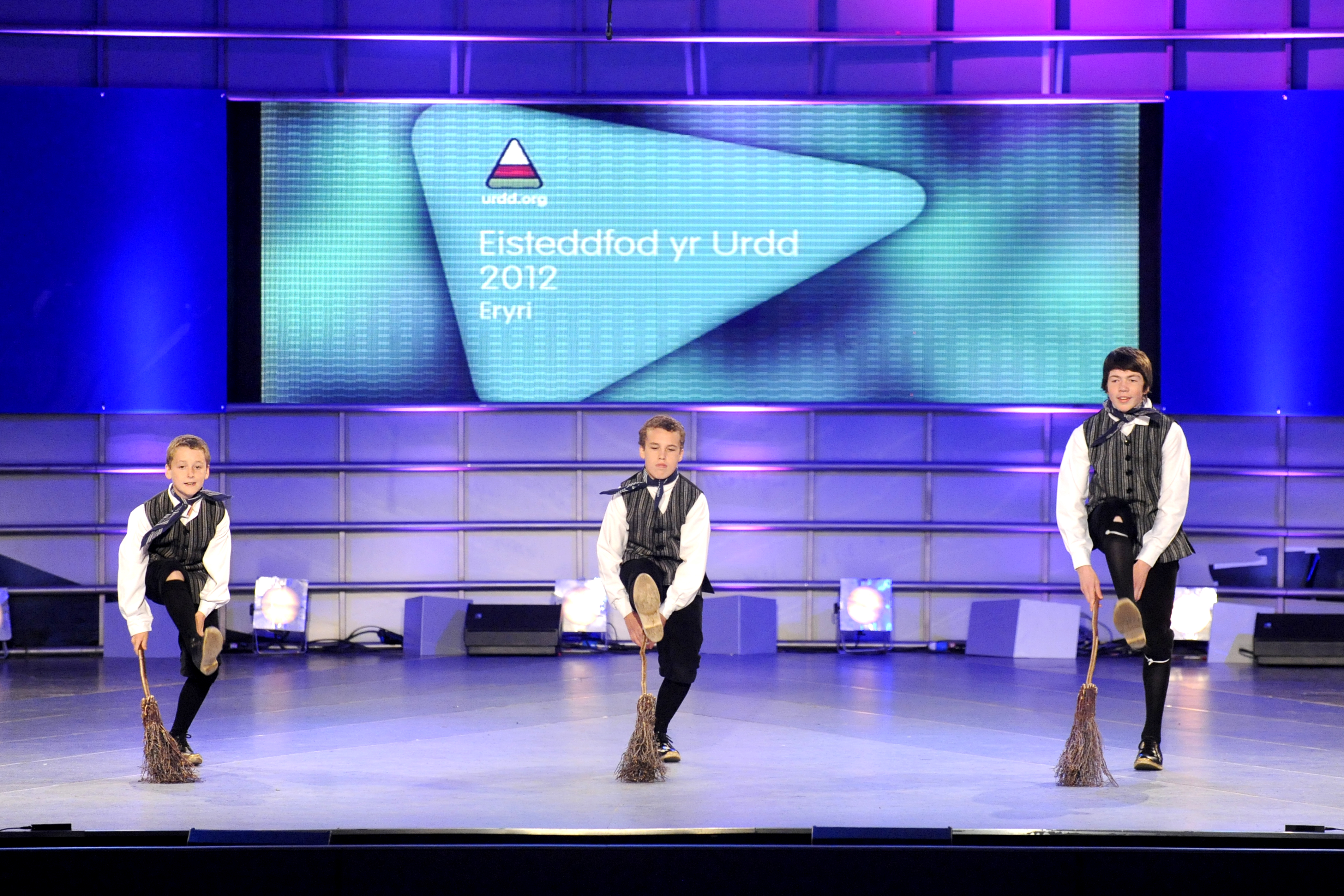
Clogging-Trio

Diese Tanzart wurde ursprünglich auch als Flat-footing, Foot-stomping, Buck dancing, Jigging oder mit anderen lokalen Ausdrücken bezeichnet. Allen Varianten gemeinsam ist die Betonung des ganzen Taktschlags der Musik (downbeat) durch ausgeprägte Fußarbeit.
Clogging unterscheidet sich vom „normalen“ Stepptanz durch besondere Platten an den Schuhen (so genannte Jingle-Taps). Die Cloggingtaps besitzen neben den beiden festen Metallplatten an Ferse und Fußspitze zwei weitere, locker damit verbundene Platten. Dadurch entsteht schon ein Geräusch, wenn man den Fuß nur in der Luft bewegt, ohne den Boden zu berühren.
Aus der Tradition heraus ist Clogging eher kein Show-, sondern ein Volkstanz, wie bei den meisten Siedlertänzen. Allerdings haben mittlerweile viele moderne Tanzarten das Clogging beeinflusst, so dass neben der traditionellen Country-/Bluegrass-Musik gerne zu moderner Popmusik getanzt wird und auch Elemente von Jazz und Hip-Hop in heutigen Choreographien zu finden sind. Sehr beliebt ist auch eine stärkere Betonung zum Irish Dance in Bezug auf Musikauswahl und Tanzstil.
In Europa sind viele Clogging-Gruppen traditionell an Square-Dance-Vereine angegliedert, doch sind sie mittlerweile auch häufig in Turnvereinen und Tanzschulen zu finden.